# Arame Fall
 (mars 2025).
Arame Fall, née en 1936 dans la région de Saint-Louis, est une linguiste sénégalaise spécialisée dans la promotion et la vulgarisation des langues nationales au sein de son pays.

## Biographie
Madame Diop née Arame Fall a obtenu son Diplôme d'Études Supérieures (DES) en linguistique à l'Université Cheikh-Anta-Diop de Dakar. Elle intègre ensuite l'Institut Fondamental d'Afrique Noire (IFAN) en 1967; les recherches dans le département de linguistique étaient jusqu'alors axées sur les langues africaines. C'est ainsi qu'en 1973, elle soutient sa thèse de 3e cycle à l'Université de Paris III ayant pour thème « Les nominaux en "sereer siin"».
Sœur de la célèbre écrivaine Aminata Sow Fall, Arame Fall fut Chef de département linguistique de l'Institut Fondamental d'Afrique Noire jusqu'en 2002 qui fut l'année de sa retraite.
Cette ancienne camarade de promotion du professeur Cheikh Anta Diop est membre fondatrice de l'Organisation Sénégalaise d'appui au développement (OSAD), une ONG consacrée à l'éducation formelle et non formelle, à l'alphabétisation et à l'édition d'ouvrages en langues nationales,,. L'OSAD a réalisé la parution de nombreux manuels didactiques sur la lecture, l'écriture, les calculs mathématiques, l'informatique, la vulgarisation sanitaire. Elle a aussi assisté la publication d'œuvres de romanciers et écrivains en langues nationales dont Aawo bi (vous comprendrez La première épouse) de Mame Younousse Dieng paru en 1999 et la traduction de la Constitution de la République du Sénégal et le Code des marchés publics en Wolof.
Arame Fall est également membre de l'USELN (Union Sénégalaise des Écrivains en Langues Nationales).

## Principaux ouvrages
- Dictionnaire Wolof-Français, en collaboration avec Rosine Santos et Jean Leonce Doneux, Éditions Karthala, paru à Paris en 1990 : premier dictionnaire bilingue Wolof-Français[7]
- Bataaxal bu gudde nii, en collaboration avec Mame Younousse Dieng, Éditions Zulma, collection Ceytu, paru en 2016 : est la traduction en Wolof du célèbre roman Une si longue lettre de Mariama Bâ
- Ndeyu àtte Republigu Senegaal, en collaboration avec Ahmeth Diouf, Editions OSAD, paru pour la première fois en 1963 puis en 2001 et plus récemment en 2010 : est la traduction en Wolof de la Constitution de la République du Sénégal [5]
- Sàrtu Jawi Nguur gi, en collaboration avec Ahmeth Diouf et Mamadou Ndiaye , Éditions OSAD, paru à Dakar en 2002 : est la traduction en Wolof du Code des Marchés Publics du Sénégal
- Précis de grammaire fonctionnelle de la langue Wolof (Nëwu làmmiñu wolof), Éditions OSAD, paru à Dakar en 1999

## Travaux
- Lexique informatique, Baatukaayu Xamtéef, érigé en Wolof, Français et Anglais, Éditions OSAD, 2002
- Embu jàmm, la maternité, Éditions OSAD, Dakar, 1994
- Lexique Français-Wolof de la santé, Éditions OSAD, Dakar, 1995
- PEV en Wolof, ñakk yu mat: gàllaj gu wòor, en collaboration avec Mamadou Ndiaye, Editions OSAD, Dakar, 1994[8]
- Lekkug tànneef, en collaboration avec Mamadou Ndiaye, Éditions OSAD : est un manuel de nutrition en Wolof
- L'allaitement maternel en Wolof, sama doom dama koy nàmpal, en collaboration avec Mamadou Ndiaye, Éditions OSAD, 1994[9]

(Liste non-exhaustive)

## Contributions

### Alphabétisation de masse
En 1986, Arame Fall a été sollicitée par le Ministre de l'Éducation Nationale de l'époque, Pr Iba Der Thiam pour la réalisation d'un dictionnaire terminologue répertoriant dans les six langues nationales la totalité des disciplines enseignées à l'école primaire.

### Femmes et alphabétisation
Pour une effectivité de l'alphabétisation en langues nationales des enfants en bas âge, Arame Fall préconise une priorisation de la langue maternelle et estime que les offres de formation aux plus petits devraient être adaptées aux profils linguistiques de leurs mères.

### Écriture en langues locales
Dans sa quête de vulgarisation des langues nationales, Arame Fall encourage ses concitoyens à la production littéraire en langues locales. En plus de publier des œuvres en langues nationales par le biais de sa maison d'éditions OSAD, elle a encouragé deux professeurs de français de lycée, Cheikh Adramé Diakhaté et Mamadou Diara Diouf à écrire en Wolof sans jamais l'avoir fait en français. Ces derniers sont plus tard devenus auteurs et lui ont dédié à chacun un ouvrage,.

### Citations
- « Les langues nationales sont confinées à l'alphabétisation, sans jonction avec la vie publique qui continue d'être administrée exclusivement en français "[13]. »
- « A son accession à l’indépendance le Sénégal était au même niveau  de développement que la Corée du Sud. L’un des facteurs explicatifs, bien entendu pas le seul, de l’écart que nous constatons entre les deux pays aujourd’hui, affirme-t-elle, est que la Corée, contrairement au Sénégal, a réalisé un travail de promotion de la langue coréenne pour en faire le moteur de son développement »[14].

## Distinction
- Officier dans l'ordre des arts et des lettres au titre du contingent 2001.